# Sonata per pianoforte n. 1 (Rachmaninov)
La Sonata per pianoforte n. 1, Op. 28, in re minore, fu composta da Sergej Vasil'evič Rachmaninov tra il 1907 ed il 1908.

## Storia della composizione
Nel novembre del 1906 Rachmaninov si trasferì a Dresda con la famiglia, principalmente per sfuggire alle distrazioni di Mosca e comporre la sua seconda sinfonia. Nella città tedesca si dedicò anche alla composizione di un'opera (Monna Vanna, lasciata incompiuta) e della sua prima sonata per pianoforte, che in origine fu concepita come una musica a programma basata sui personaggi principali del Faust di Goethe: Faust, Margherita e Mefistofele. Il lavoro subì un rallentamento quando nella primavera successiva Rachmaninov venne invitato, assieme ad altri musicisti russi, ad un concerto a Parigi organizzato da Sergej Djagilev. Dopo il concerto nella capitale francese, Rachmaninov, di passaggio a Mosca per recarsi nella sua residenza estiva di Ivanovka, eseguì una versione preliminare della sonata ad un gruppo di musicisti suoi conoscenti: Nikolaj Metner, Georgij Catoire, Konstantin Igumnov e Lev Konjus. Sulla base dei loro suggerimenti, operò dei tagli e ridusse la lunghezza della sonata, completandola nell'aprile del 1908. La prima esecuzione ebbe luogo il 17 (30) ottobre del 1908, da parte del pianista Konstantin Igumnov. Il pezzo ricevette un'accoglienza piuttosto tiepida, e rimane uno dei meno eseguiti di Rachmaninov.

## Struttura della composizione
Il pezzo è articolato in tre movimenti, secondo la struttura tipica della sonata classica, ed ha una durata media di circa 35 minuti.

### Allegro moderato
Il primo movimento è in re minore e termina in re maggiore. Esso presenta la maggior parte dei temi e motivi della sonata, che saranno ripresi nei movimenti successivi. Dopo l'introduzione è presente un motivo rivisitato in tutto il movimento: una quinta sommessa ed interrogativa a cui risponde una provocatoria cadenza, seguita da una solenne progressione armonica. Questa espressione densamente tematica vuole rappresentare il tumulto nella mente di Faust.

### Lento
Il secondo movimento inizia in re maggiore, per poi passare al fa maggiore. Nonostante sia il più corto dei tre, presenta delle difficoltà tecniche nelle lunghe linee melodiche e nelle diverse voci che si sovrappongono, fino ad evolvere in un climax che include una breve cadenza.

### Allegro molto
La fine della sonata è un furioso Allegro molto in re minore. Mancando di contenuti tematici significativi, il movimento serve piuttosto a sfruttare il carattere e le sonorità del pianoforte. Le battute iniziali del primo tempo sono rivisitate, per poi dissolversi in un enorme climax, un tour de force pieno di corposi accordi tipici di Rachmaninov, che porta la sonata alla sua conclusione.